# دانشگاه مرداک

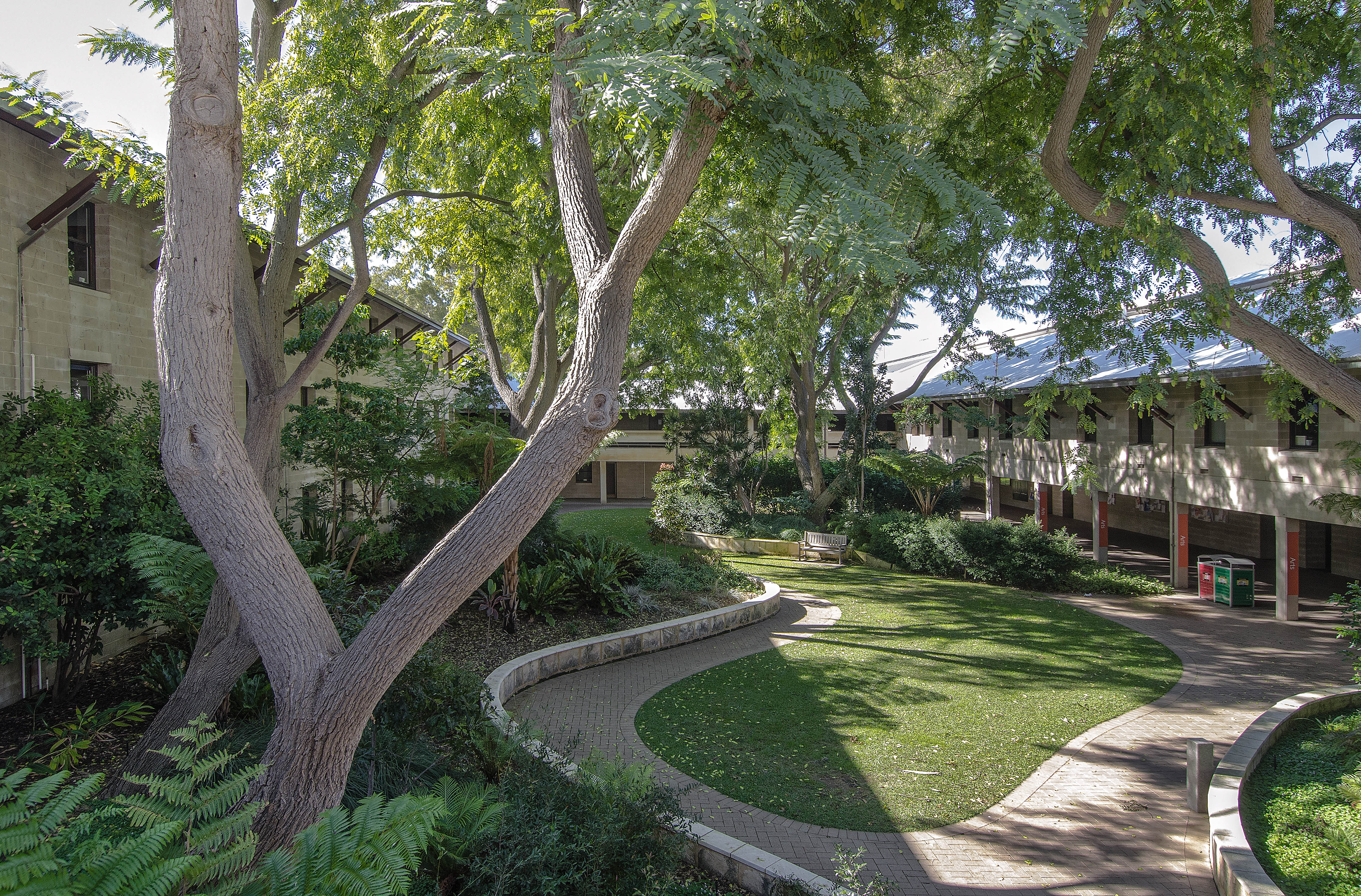
محوطه باغ در کنار ساختمان علوم اجتماعی

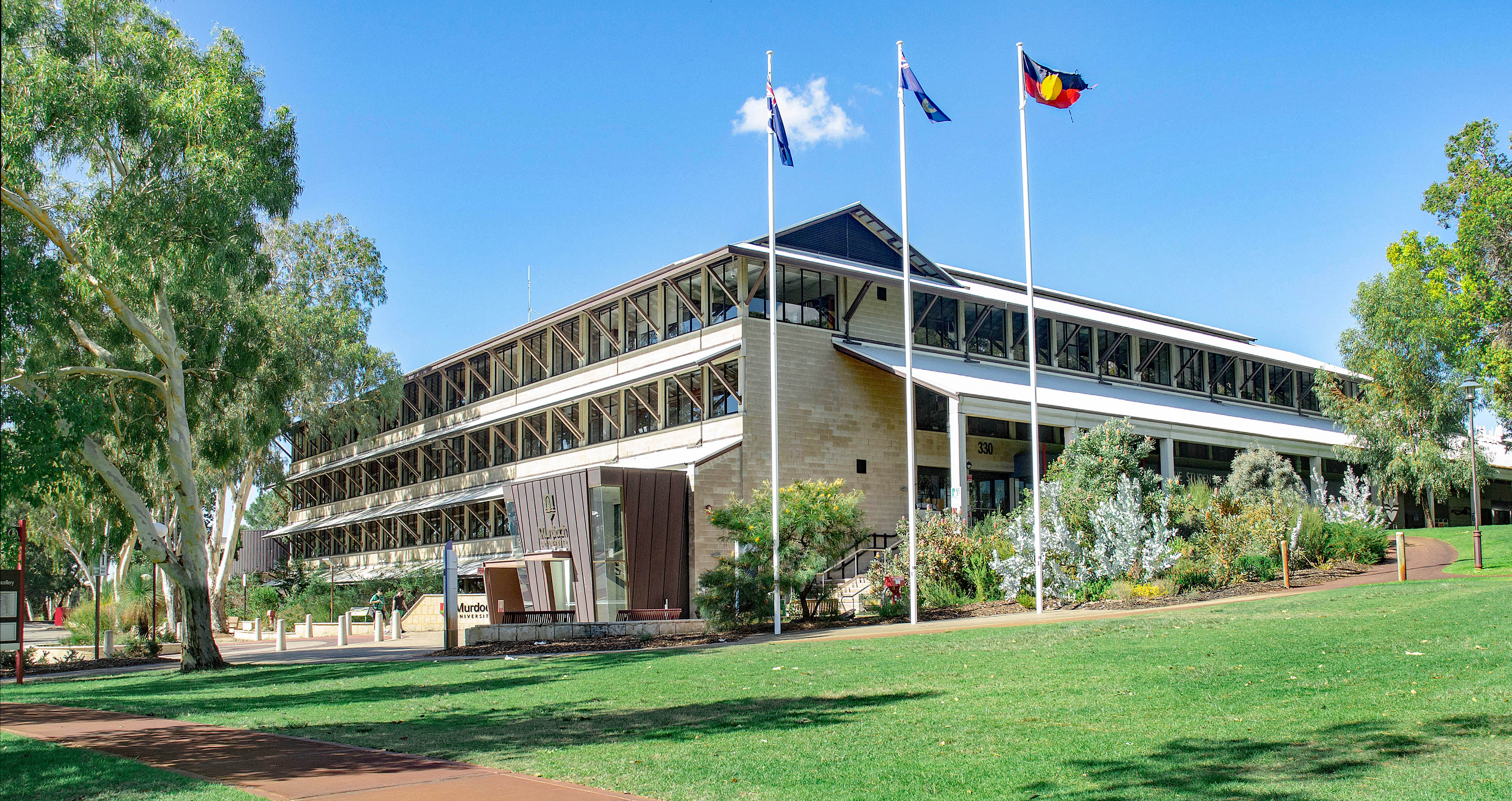
ساختمان ریاست

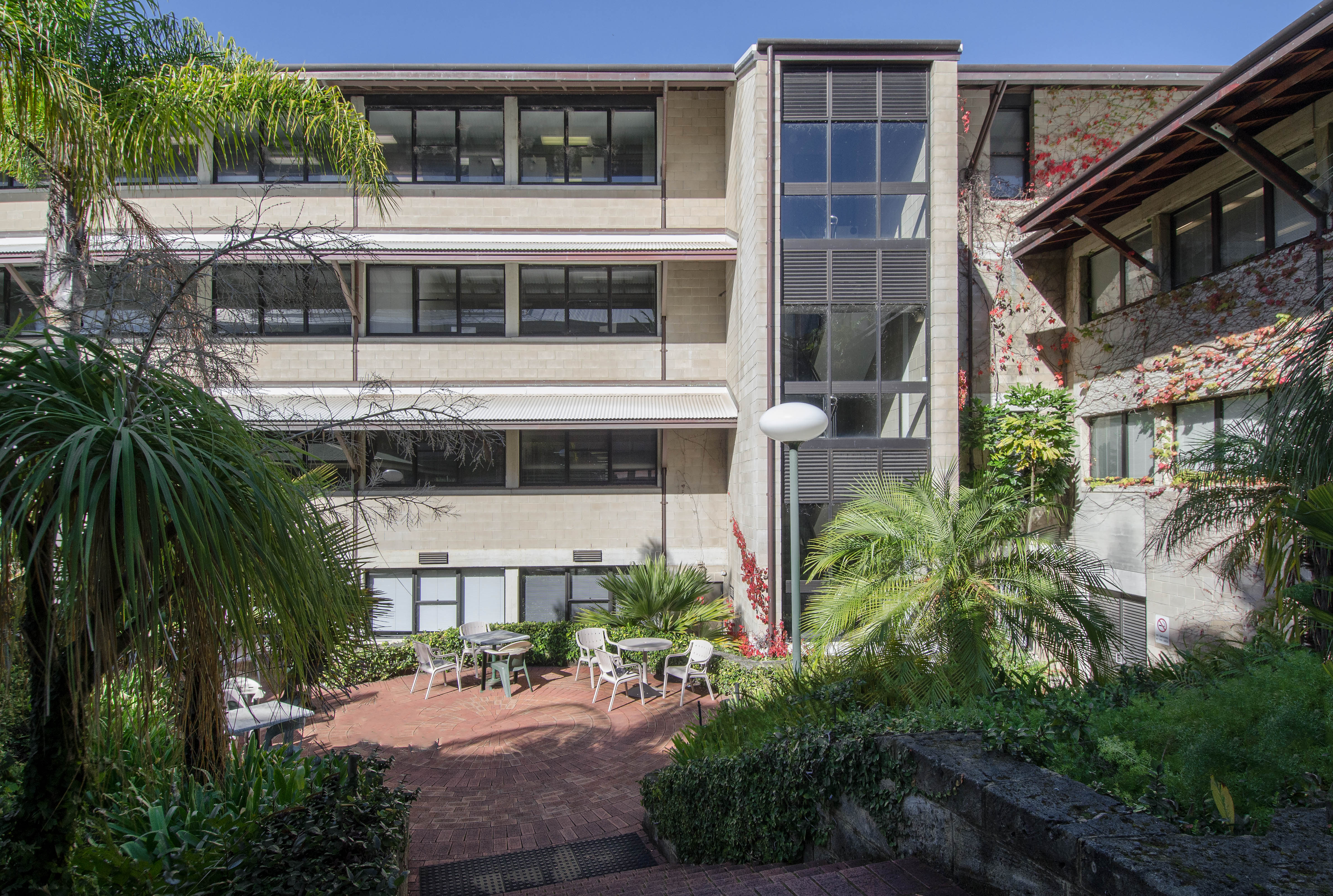
ساختمان اقتصاد و تجارت

دانشگاه مرداک (به انگلیسی: Murdoch University) یک دانشگاه دولتی در استرالیا است که در پرت واقع در ایالت استرالیای غربی است. هم‌چنین شعبه‌هایی در سنگاپور و دبی دارد.

## رتبه‌بندی (رنکینگ)
طبق رتبه‌بندی QS در سال ۲۰۱۸، دانشگاه مرداک، در میان ۶۰۰ دانشگاه برتر جهان قرار دارد و طبق رتبه‌بندی تایمز در میان ۵۰۰ دانشگاه برتر جهان قرار دارد. هم‌چنین طبق رتبه‌بندی دانشگاه‌های استرالیا، ۳۰اُمین دانشگاه برتر استرالیا است.